# ريناتو سانشيز
ريناتو سانشيز (بالبرتغالية: Renato Sanches‏) (مواليد 18 أغسطس 1997) هو لاعب كرة قدم برتغالي يلعب حاليًا مع نادي بنفيكا مُعارًا من باريس سان جيرمان الفرنسي كلاعب وسط.

## مسيرته مع الأندية

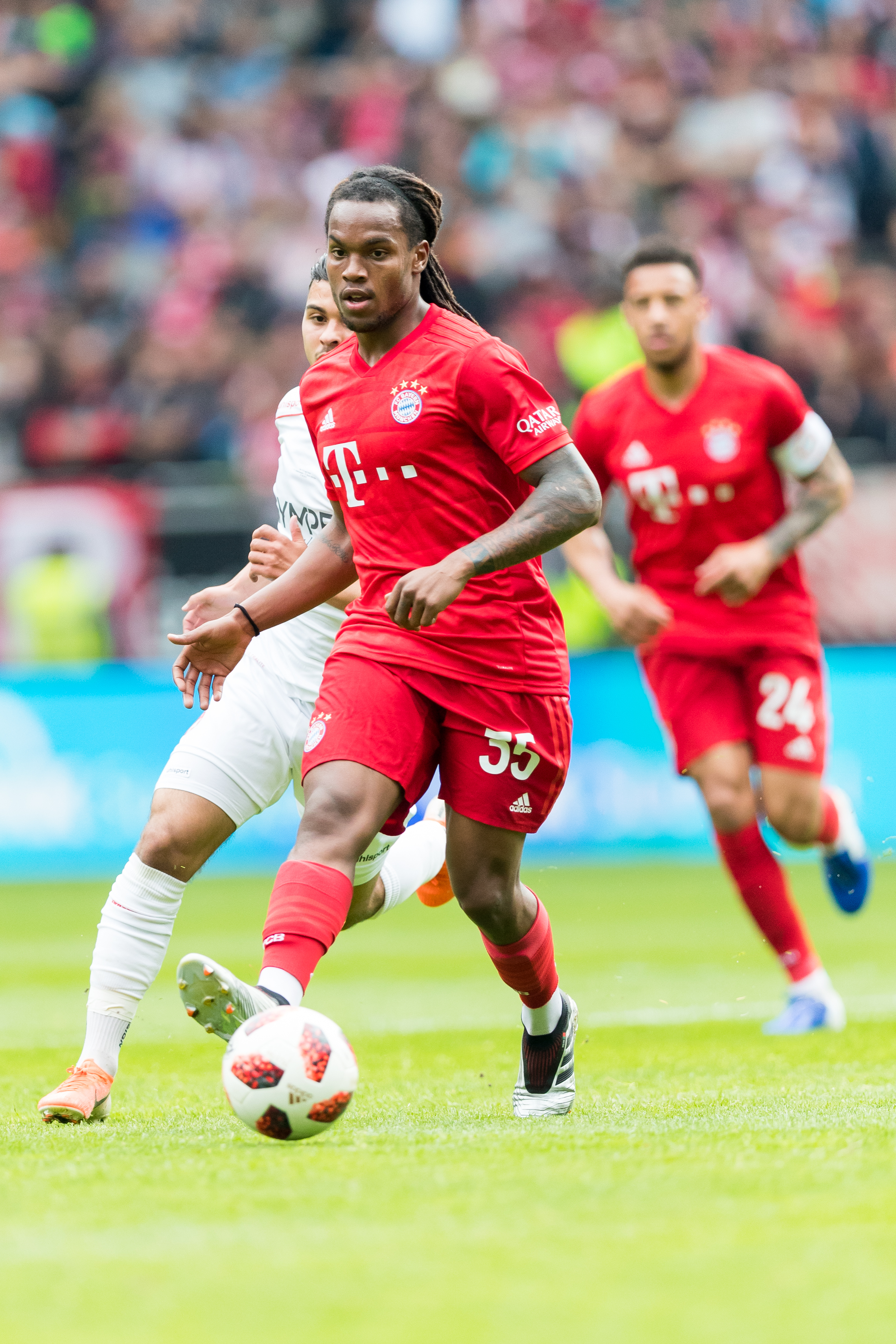
ريناتو سانشيز مع نادي بايرن ميونخ.

### بايرن ميونخ
في مايو 2016، أعلن نادي بايرن ميونخ الألماني عن إبرام صفقة انتقال للاعب قدرت بنحو 35 مليون دولار.

### سوانزي سيتي (إعارة)
يوم 31 أغسطس 2017 انتقل لاعب الوسط البرتغالي ريناتو سانشيز من بايرن ميونيخ الألماني إلى سوانسي سيتي المشارك في الدوري الإنكليزي لكرة القدم على سبيل الإعارة، بحسب ما اكد الرئيس التنفيذي للنادي البافاري.

## المسيرة الدولية

### بطولة أمم أوروبا 2016
بدأ سانشيز مسيرته مع المنتخب البرتغالي في بطولة أمم أوروبا 2016 وسجل هدفاً في مباراة ربع النهائي التي جمعت البرتغال مع بولندا التي انتهت بنتيجة 1–1 وفاز بها البرتغال بركلات الترجيح.

## إنجازات
فردية
- أفضل لاعب ناشئ في الدوري البرتغالي : ديسمبر 2015[5]

## الإحصائيات
آخر تحديث  2 May 2016.
| النادي            | الموسم  | الدوري | الدوري  | الكاس  | الكاس   | كاس الدوري | كاس الدوري | قاري   | قاري    | المجموع | المجموع |
| النادي            | الموسم  | الظهور | الأهداف | الظهور | الأهداف | الظهور     | الأهداف    | الظهور | الأهداف | الظهور  | الأهداف |
| ----------------- | ------- | ------ | ------- | ------ | ------- | ---------- | ---------- | ------ | ------- | ------- | ------- |
| بنفيكا B (الرديف) | 2014–15 | 24     | 0       | —      | —       | —          | —          | —      | —       | 24      | 0       |
| بنفيكا B (الرديف) | 2015–16 | 10     | 3       | —      | —       | —          | —          | —      | —       | 10      | 3       |
| بنفيكا B (الرديف) | المجموع | 34     | 3       | —      | —       | —          | —          | —      | —       | 34      | 3       |
| بنفيكا            | 2015–16 | 23     | 2       | 0      | 0       | 4          | 0          | 6      | 0       | 33      | 2       |
| المجموع           | المجموع | 57     | 5       | 0      | 0       | 4          | 0          | 6      | 0       | 67      | 5       |

## وصلات خارجية
- ريناتو سانشيز على موقع الاتحاد الدولي (مؤرشف)  (الإنجليزية)
- ريناتو سانشيز على موقع الاتحاد الأوربي (الإنجليزية)
- ريناتو سانشيز على موقع إي إس بي إن إف سي (الإنجليزية)
- ريناتو سانشيز على موقع قاعدة بيانات كرة القدم.إي يو (الإنجليزية)
- ريناتو سانشيز على موقع ليكيب (الفرنسية)
- ريناتو سانشيز على موقع ناشيونال فوتبول تيمز (الإنجليزية)
- ريناتو سانشيز على موقع Soccerbase.com (لاعب) (الإنجليزية)
- ريناتو سانشيز على موقع Soccerway.com (الإنجليزية)
- ريناتو سانشيز على موقع عالم كرة القدم.نت (الإنجليزية)
- ريناتو سانشيز على موقع كووورة
- الموقع الرسمي